# (I Just) Died in Your Arms
(I Just) Died in Your Arms ist ein Popsong der britisch-kanadischen Band Cutting Crew aus dem Jahr 1986.

## Entstehung und Veröffentlichung
Das Lied wurde von Cutting-Crew-Frontmann Nick van Eede geschrieben. Für die Produktion zeichneten alle Cutting-Crew-Mitglieder sowie Terry Brown und John Jansen verantwortlich.
Die Erstveröffentlichung von (I Just) Died in Your Arms erfolgte am 30. Juni 1986 bei Virgin Records unter der Katalognummer 208 019 als Teil des Cutting-Crew-Debütalbums Broadcast. Am 25. Juli 1986 wurde der Song unter der Katalognummer 108 551 als 7″-Single mit der B-Seite For the Longest Time ausgekoppelt. In den Folgemonaten erschienen weltweit weitere Singleausführungen, die sich durch die Anzahl und Auswahl der B-Seiten unterscheiden, darunter 12″-Singles und 3″-CD-Singles.
Das Stück fand in Filmen wie Ungeküsst (1999), Hot Rod – Mit Vollgas durch die Hölle (2007) und The LEGO Batman Movie (2017), im Spiel Grand Theft Auto: Vice City (2002) sowie in Stranger Things (Staffel 3, Folge 1) Verwendung.

## Musikvideo
Das Musikvideo wurde sowohl in Farbe als auch in schwarz-weiß in einem Filmstudio gedreht. Zu Beginn des Videos simuliert eine Frau das Spielen eines Cellos. Danach spielt die Gruppe den Song auf einer Bühne, während der Kameramann mit der Kamera durch das Studio geht und die Filmcrew bei den Vorbereitungen filmt. Der Kameramann geht eine Treppe hoch, filmt Personen, die Karten spielen und sich unterhalten. In weiteren Szenen sieht man erneut die Band.

## Kommerzieller Erfolg

### Chartplatzierungen
| ChartsChartplatzierungen       | Höchstplatzierung | Wochen/ Monate |
| ------------------------------ | ----------------- | -------------- |
| Deutschland (GfK)              | 4 (16 Wo.)        | 16 Wo.         |
| Österreich (Ö3)                | 9 (3 Mt.)         | 3 Mt.          |
| Schweiz (IFPI)                 | 4 (10 Wo.)        | 10 Wo.         |
| Vereinigte Staaten (Billboard) | 1 (19 Wo.)        | 19 Wo.         |
| Vereinigtes Königreich (OCC)   | 4 (14 Wo.)        | 14 Wo.         |

| ChartsJahrescharts (1986)    | Platzierung |
| ---------------------------- | ----------- |
| Vereinigtes Königreich (OCC) | 44          |

| ChartsJahrescharts (1987)      | Platzierung |
| ------------------------------ | ----------- |
| Vereinigte Staaten (Billboard) | 32          |

### Auszeichnungen für Musikverkäufe
| Land/Region                  | Auszeichnungen für Musikverkäufe (Land/Region, Auszeichnung, Verkäufe) | Verkäufe  |
| ---------------------------- | ---------------------------------------------------------------------- | --------- |
| Dänemark (IFPI)              | Platin                                                                 | 90.000    |
| Deutschland (BVMI)           | Gold                                                                   | 250.000   |
| Griechenland (IFPI)          | Gold                                                                   | 10.000    |
| Italien (FIMI)               | Gold                                                                   | 50.000    |
| Kanada (MC)                  | Platin                                                                 | 80.000    |
| Neuseeland (RMNZ)            | Platin                                                                 | 30.000    |
| Spanien (Promusicae)         | Gold                                                                   | 30.000    |
| Vereinigtes Königreich (BPI) | Platin                                                                 | 600.000   |
| Insgesamt                    | 4× Gold · 4× Platin ·                                                  | 1.140.000 |

## Coverversionen
- 2001: Smokie
- 2003: To/Die/For (auf dem Album Jaded)
- 2006: Mika (Sample für Relax, Take It Easy)
- 2007: Northern Kings
- 2013: Milk Inc.
- 2019: Kaaze
- 2020: Annett Louisan
- 2021: David Hasselhoff
- 2023: Lord of the Lost